# 普赖沙伊德
普赖沙伊德是德国莱茵兰-普法尔茨州的一个市镇。总面积6.20平方公里，总人口176人，其中男性89人，女性87人（2011年12月31日），人口密度28人/平方公里。